# Время танцора
«Время танцора» — российский кинофильм 1997 года, снятый Вадимом Абдрашитовым по сценарию Александра Миндадзе и ставший их десятым совместным фильмом. В фильме состоялся дебют в кино Чулпан Хаматовой, тогда ещё студентки ГИТИСа; свои первые большие роли в кино сыграли Андрей Егоров и Юрий Степанов.

## Сюжет
Действие происходит в одной из бывших «горячих точек» на постсоветском пространстве, где ещё недавно шла война. Трое друзей из уральского города Качканара, офицеры-казаки, воевали здесь и остались жить в городке на берегу моря. Валера занялся куплей-продажей домов, сам он живёт в большом доме, где остались нетронутыми вещи бывших хозяев. К нему приезжает семья — жена Лариса с двумя детьми и отцом. Она подозревает, что у Валеры есть любовница, и это действительно так — он встречается с Катей, бывшей медсестрой. В Катю же влюблён Андрейка, артист казачьего ансамбля, всё время разъезжающий на коне и в казачьей форме. Однажды, провожая её домой на коне, он узнаёт, что в начале войны друга Кати убили двое мужчин, у которых были пистолеты с глушителем. Оказывается, сам Андрей тогда был рядом с домом и видел этих мужчин выходящими их дома. Третий товарищ «Фидель» одинок, но симпатизирует врачу Ольге Павловне. Он часто приходит к ней на осмотр, жалуясь на здоровье; он рассказывает ей, что не помнит ничего из довоенной жизни, когда работал в шахте, однако помнит каждую минуту войны. Во время одного из таких визитов сопровождающий Фиделя Андрей, отойдя к вокзалу, замечает в окне поезда одного из убийц Катиного друга. Он разговаривает с ним и угрожает ему «пугачом», при этом когда собеседник тоже достаёт пистолет, подоспевший Фидель застреливает его.
Андрейка предлагает Кате выйти за него замуж, но замечает её рядом с пляжем в компании Валеры и понимает, что связь между ними не прекратилась. Он уезжает, а возвращается с местной женщиной-горянкой Тамарой. Андрей не знает, что Тамара специально подстроила их знакомство, потому что до войны её семья жила в том самом доме, где теперь живут Фидель с Ольгой Павловной и Андрей. Во время войны муж Тамары оставил её с ребёнком и стал бойцом сопротивления, а их ребёнок погиб, когда Тамара решила уйти с ним через горный перевал. Позже в доме появляется бывший муж Тамары Темур. Он говорит, что вернулся тогда за Тамарой и ребёнком, но у самого дома его ранили, а затем его выходил товарищ, которого недавно убили в поезде. Теперь Темур собирается уйти через горы за границу. Темур хочет через окно застрелить спящего Андрея, но Тамара накрывает его своим телом.
Следующей ночью Фидель, услышав лай собаки, сталкивается во дворе с крадущимся Темуром, который снова пытается убить Андрея в качестве мести за смерть Саида. Фидель с Андреем допрашивают Темура, но затем Андрей отпускает его. Тамара уходит из дома. Утром Андрей обнаруживает убитого Фиделя, который лёг на его кровати. Он понимает, что Темур приходил снова, но, поскольку потерял очки, по ошибке застрелил Фиделя. Почти ослепшего Темура арестовывают спецслужбы.
Проходят годы. Андрей работает танцором в ресторане Валеры, который называется «У Фиделя». В один из дней туда приходит Катя, которая просит Андрея снова увезти её на коне, как когда-то. Они уезжают вместе вдоль кромки моря.

## В ролях
- Андрей Егоров — Андрейка (Андрей Подобед)
- Юрий Степанов — Валерий Белошейкин
- Сергей Гармаш — «Фидель» (Фёдор Иванович Кикоть)
- Чулпан Хаматова — Катя
- Светлана Копылова — Лариса, жена Валерия
- Наталья Лоскутова — Ольга Павловна, врач
- Вера Воронкова — Тамара
- Зураб Кипшидзе — Темур
- Сергей Никоненко — Фёдор, отец Ларисы
- Михаил Богдасаров — Саид

## Съёмочная группа
- Автор сценария: Александр Миндадзе
- Режиссёр: Вадим Абдрашитов
- Операторы: Юрий Невский, Анатолий Сусеков
- Художники: Владимир Ермаков, Александр Толкачёв
- Композитор: Виктор Лебедев

## Награды и номинации
- Главный приз Конкурс сценариев «Зеркало», посвященный столетию кинематографа (1996)
- Призы Киноакадемии «Ника» (1998) в категориях:
  - «лучшая сценарная работа» (А. Миндадзе)
  - «лучшая роль второго плана» (З. Кипшидзе)
- Номинации премии «Ника» в категориях:
  - «лучший игровой фильм»
  - «лучшая режиссерская работа» (В. Абдрашитов)
  - «лучшая женская роль» (Ч. Хаматова)
- Премия «Золотой овен» (1997) в категориях:
  - «лучший фильм»
  - «лучший сценарий» (А. Миндадзе)
  - премия «Надежда» (актеры В. Воронкова и А. Егоров)
- ОРКФ «Кинотавр» в Сочи (1998), Гран-при (Вадим Абдрашитов)
- МКФ в Локарно (1998), специальный приз жюри (Вадим Абдрашитов)
- МФ фильмов о правах человека «Сталкер» в Москве (1998), приз ЮНЕСКО «За распространение идей культуры мира и толерантности» (Вадим Абдрашитов)
- МКФ «Балтийская жемчужина — 98» (Рига):
  - приз за лучшую мужскую роль второго плана (З. Кипшидзе)
  - приз за многообещающий женский дебют (В. Воронкова)
- Фестиваль российских фильмов «Спутник над Польшей» в Варшаве (2009), участие в программе «Лучшие фильмы „Кинотавра“» (Вадим Абдрашитов)

## Рецензии
- Аннинский Л. Война не окончена (О худож. фильме «Время танцора») // Культура. — 1997. — 25 декабря (№ 50 (7110)). — С. 11.